# Philip Sgriccia
Philip J. Sgriccia (1957) è un produttore televisivo statunitense.
Ha lavorato a Smallville, Supernatural e Lois & Clark - Le nuove avventure di Superman, così come in altri programmi.

## Parziale filmografia
- Supernatural
- Smallville
- Lois & Clark - Le nuove avventure di Superman
- Timecop